# NOFX
NOFX foi uma banda californiana de punk rock formada em Los Angeles em 1983. É composta por Erik Sandin (bateria), Eric Melvin (guitarra) , El Hefe e Fat Mike baixo e vocal) 
O som da banda é diverso, utilizando elementos de skate punk, ska punk e hardcore punk. Suas canções geralmente abordam temas como política, sociedade, racismo, a indústria da música e religião, com doses humorísticas.
O melhor trabalho de estúdio da banda, Punk in Drublic (1994), atingiu a certificação ouro nos Estados Unidos.

## História
Em 1985 assina com a gravadora Mystic Records pela qual lança vários singles e EP. Divergências com a gravadora levaram a banda a mudar para a Epitaph Records (que pertence ao guitarrista do Bad Religion, Brett Gurewitz) e ao mesmo tempo Fat Mike cria a sua própria editora Fat Wreck Chords.
O nome NOFX teve origem numa outra banda punk chamada Negative FX. Baseada nisso, a banda decidiu compor o nome com No FX (No Effects - Sem Efeitos), pois o som da banda não possuía nenhum efeito sonoro, extremamente comum nas músicas da década de 1980.
NOFX passa a ter notoriedade nos Estados Unidos em 1990 com o álbum "Ribbed".
Em 1991 surge El Hefe como segundo guitarrista, formação que se mantém até hoje. Com a entrada de El Hefe alterou-se a sonoridade, passando a ter elementos de ska, logo gravam em 1992 com o álbum "White Trash, Two Heebs And A Bean", ondem alcançam o sucesso repetindo a proeza dois anos mais tarde com o álbum "Punk In Drublic" que é até hoje o maior recorde de vendas da banda, com mais de um milhão de cópias vendidas.
A MTV começou então a pedir vídeos e as grandes gravadoras ofereciam contratos, mas os músicos mantiveram os seus princípios e recusaram as ofertas.
Em 1996 é lançado o álbum "Heavy Petting Zoo" com uma sonoridade ligeiramente diferente, mesmo assim conseguindo atrair o público. O álbum  "So Long and Thanks for All the Shoes" de 1997 volta às origens e inclui elementos ska, sendo considerado o melhor álbum pelos próprios membros da banda, embora não consiga repetir o sucesso dos álbuns anteriores. Com "Pump Up The Valuum" (2000) surge um trabalho sem qualquer influência ska.
O álbum seguinte, War on Errorism (maio de 2003), é lançado pela Fat Wreck Chords criticando a presidência de George W. Bush. Em 2004 surge o Best-of intitulado "The Greatest Songs Ever Written (By Us)" editado pela Epitaph. Em 2006, lançaram, também pela Fat Wreck Chords o álbum Wolves in Wolves' Clothing, com um foco menor em questões políticas e maior contra as religiões.
Em 2009, o NOFX lançou o álbum "Coaster" e dois eps Cokie the Clown e My Orphan Year, a sonoridade da banda é a mesma abordando temas políticos, religiosos e algumas experiências de vida do vocalista Fat Mike, a música My Orphan year ou "Meu ano Orfão" aborda um lado mais pessoal do baixista, na qual relata o ano em que perdeu seus pais.
Em 2022 respondendo a um fã no Instagram, a banda anunciou que se separará em 2023, quando completarão 40 anos de carreira.

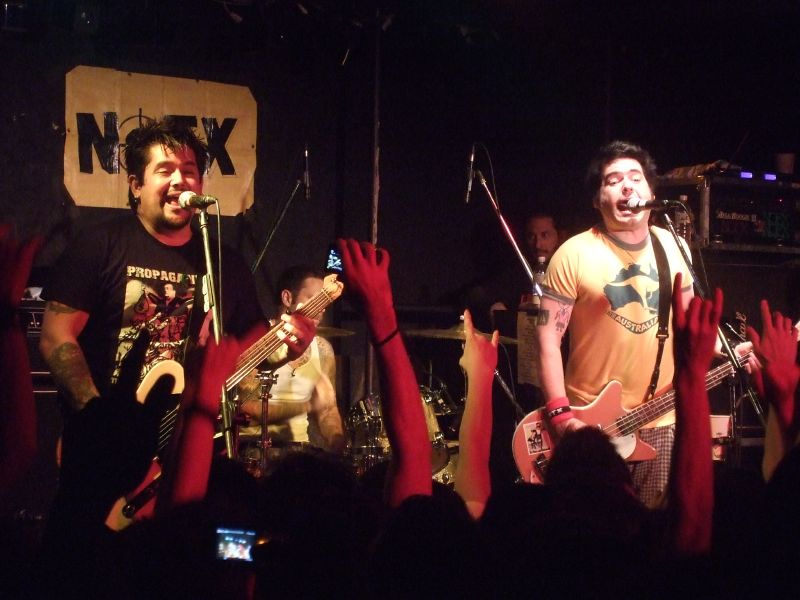

## Passagens pelo Brasil
Em 1997 NOFX apresentou-se em São Paulo em 04/03 na Blen Blen Club, dia 05/03 na casa de show Aeroanta em Curitiba, dia 06/03 na Planet Z em Santos/SP, Belo Horizonte, Rio de Janeiro, na Fundição Progresso e Porto Alegre, onde tocou no Opinião.
Em 2006, a banda NOFX deu início a um tour mundial, com um intuito principal de tocar em lugares aonde o punk norte-americano não possui popularidade.
Além de realizar diversos shows em localidades ditas 'estranhas' ao punk, NOFX tocou também em Rio de Janeiro (dia 29/09, no Claro Hall), Curitiba (dia 30/09, no Master Hall), São Paulo (dia 01/10, no Credicard Hall) e Porto Alegre (dia 2/10, no Pepsi on Stage).
Em 2010, a banda voltou ao Brasil, tocou no Pepsi on Stage, em Porto Alegre, no dia 3 de março, em São Paulo no Santana Hall no dia 4 do mesmo mês. Depois disso, a banda tocou em Fortaleza (Ceará) no Siará Hall, no Brasil Awake Festival no dia 6 e por último em Curitiba, com um show no Master Hall no dia 7, onde teve até a participação do fã, Rafael Novisk, mais conhecido como Rafael Sem Freios da Banda Oskão e No Break, tocando baixo devidamente caracterizado na música 'Cokie The Clown'.
Em 2012, NOFX se apresentou em Curitiba (dia 04/07 – Curitiba Master Hall) e em São Paulo (07/07 - Seringueira). No vibrante show realizado na capital paulista, um fã cuspiu em direção à Fat Mike, que identificou-o e retribuiu o gesto. O show continuou normalmente.
A última passagem da banda pelo Brasil foi em 2015 com shows em Porto Alegre (17/03 – Bar Opinião), Rio de Janeiro (19/03 – Circo Voador), Curitiba (20/03 – Vanilla Music Hall) e São Paulo (21/03 – Via Marquês).

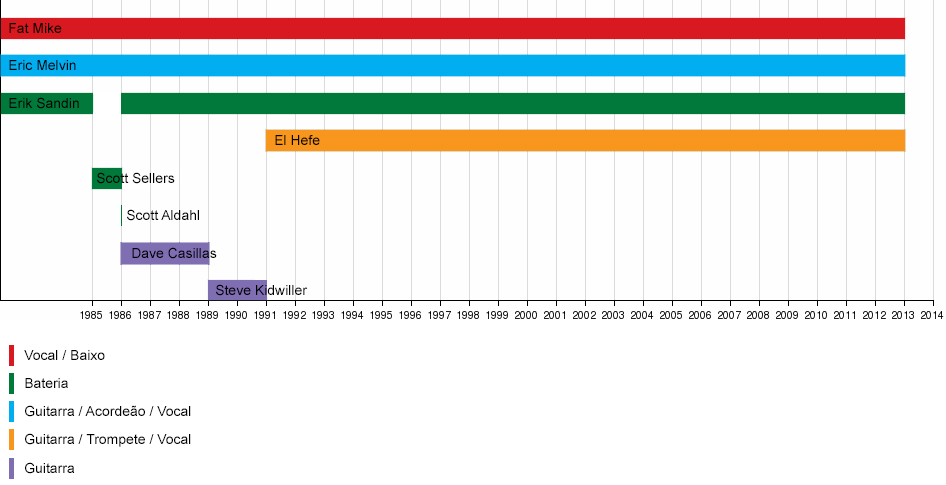
Linha do tempo com todos os integrantes que passaram pela banda NOFX.

## Integrantes

### Formação final
- Erik Sandin - Bateria (1983 - 1985, 1986 - 2024)
- Eric Melvin - Guitarra, acordeão e vocal (1983 - 2024)
- Fat Mike -  Vocal e baixo(1983 - 2024)
- El Hefe - Guitarra, trompete e vocal (1991 - 2024)

### Ex-integrantes
- Scott Sellers - bateria (1985-1986)
- Scott Aldahl - bateria (1986)
- Dave Casillas - guitarra (1986-1989)
- Steve Kidwiller - guitarra (1989-1991)

## Discografia

### Estúdio
| Ano  | Álbum                                | Gravadora        |
| ---- | ------------------------------------ | ---------------- |
| 1988 | Liberal Animation                    | Epitaph          |
| 1989 | S&M Airlines                         | Epitaph          |
| 1990 | Ribbed                               | Epitaph          |
| 1992 | White Trash, Two Heebs and a Bean    | Epitaph          |
| 1994 | Punk in Drublic                      | Epitaph          |
| 1996 | Heavy Petting Zoo                    | Epitaph          |
| 1997 | So Long and Thanks for All the Shoes | Epitaph          |
| 2000 | Pump Up the Valuum                   | Epitaph          |
| 2003 | The War on Errorism                  | Fat Wreck Chords |
| 2006 | Wolves in Wolves' Clothing           | Fat Wreck Chords |
| 2009 | Coaster                              | Fat Wreck Chords |
| 2012 | Self Entitled                        | Fat Wreck Chords |
| 2016 | First Ditch Effort                   | Fat Wreck Chords |
| 2021 | Single Album                         | Fat Wreck Chords |
| 2022 | Double Album                         | Fat Wreck Chords |

### Ao Vivo
| Ano  | Álbum                               | Gravadora        |
| ---- | ----------------------------------- | ---------------- |
| 1995 | I Heard They Suck Live!!            | Fat Wreck Chords |
| 2007 | They've Actually Gotten Worse Live! | Fat Wreck Chords |
| 2018 | Ribbed: Live in a Dive              | Fat Wreck Chords |

### Split
| Ano  | Álbum                       | Gravadora        |
| 1988 | Drowning Roses / NOFX Split | X-Mist Records   |
| 2002 | NOFX / Rancid Split         | BYO Records      |
| 2011 | HardCore                    | Fat Wreck Chords |

### Compilação
| Ano  | Álbum                                                       | Gravadora        |
| ---- | ----------------------------------------------------------- | ---------------- |
| 1992 | Maximum Rocknroll                                           | Mystic Records   |
| 2002 | 45 or 46 Songs That Weren't Good to Go on Our Other Records | Fat Wreck Chords |
| 2004 | The Greatest Songs Ever Written (By Us!)                    | Epitaph Records  |
| 2010 | The Longest EP                                              | Fat Wreck Chords |
| 2014 | Backstage Passport Soundtrack                               | Fat Wreck Chords |

## Clipes
| Ano  | Música                                           | Diretor       | Álbum                             |
| ---- | ------------------------------------------------ | ------------- | --------------------------------- |
| 1988 | Shut Up Already                                  |               | Liberal Animation                 |
| 1988 | Mr Jones                                         |               | Liberal Animation                 |
| 1989 | S&M Airlines                                     |               | S&M Airlines                      |
| 1993 | Bob                                              | Samuel Bayer  | White Trash, Two Heebs and a Bean |
| 1993 | Stickin' In My Eye                               |               | White Trash, Two Heebs and a Bean |
| 1994 | Leave It Alone                                   |               | Punk in Drublic                   |
| 1996 | I Wanna Be An Alcoholic                          |               | The Longest Line EP               |
| 2003 | Franco Un-American                               | John Taylor   | The War on Errorism               |
| 2006 | Seeing Double At The Triple Rock                 | Justin Staggs | Wolves in Wolves' Clothing        |
| 2009 | Cokie the Clown                                  |               | The Longest EP                    |
| 2010 | Everything in Moderation (Especially Moderation) |               | The Longest EP                    |
| 2012 | Xmas Has Been X'ed                               | Ryan Harlin   | Self Entitled                     |
| 2013 | Stoke Extinguisher                               |               | Stoke Extinguisher EP             |
| 2016 | Six Years On Dope                                | Moca          | First Ditch Effort                |
| 2016 | Oxy Moronic                                      |               | First Ditch Effort                |
| 2020 | I Love You More Than I Hate Me                   | Chris Graue   | Single Album                      |
| 2021 | Linewleum                                        |               | Single Album                      |
| 2021 | The Big Drag                                     | Olga & Vira   | Single Album                      |
| 2023 | Darby Crashing Your Party                        |               | Double Album                      |